# Bislett stadion
Bislett stadion är en idrottsarena i centrala Oslo. Arenan är mest känd som arrangör för Bislett Games som är en av Diamond League-tävlingarna. På arenan tävlas bland annat i friidrott, skridskor och fotboll. Över 50 världsrekord i friidrott har blivit satta på Bislett samt 14 i skridskor. Arenan började byggas 1917 och öppnades 1922. Under 2004 rev man arenan för att bygga en helt ny. Nya Bislett stadion stod klar till Golden League 2005.
Arenan har även använts för bandy.